# Chusquea gigantea
Chusquea gigantea là một loài thực vật có hoa trong họ Hòa thảo. Loài này được Demoly mô tả khoa học đầu tiên năm 1999.